# Aaron Springer
Aaron Springer (5 de septiembre de 1973) es un director de animación y artista de guion gráfico. Es el creador de la serie original de Disney XD Billy Dilley's Super-Duper Subterranean Summer, en la que presta voz al personaje principal, Billy Dilley. Es más conocido por su trabajo en la serie animada de Nickelodeon Bob Esponja. Springer ha colaborado con varios veteranos de la animación, como Genndy Tartakovsky, Paul Rudish, Stephen Hillenburg, y John Kricfalusi. Creó numerosos pilotos para el canal Cartoon Network y Adult Swim, debido a su particular estilo ha desarrollado seguidores de culto. Sus animaciones son únicas, debido a su inclusión de gags extendidos, antropomorfismo y el estilo off-model.

## Filmografía

### Televisión
| Año                 | Título                                         | Rol                                                              | Notas                                                       |
| ------------------- | ---------------------------------------------- | ---------------------------------------------------------------- | ----------------------------------------------------------- |
| 1999–2005;2007–2012 | Bob Esponja                                    | Varios                                                           | Director/de escritor/storyboard director/storyboard artista |
| 1999                | Un día en la vida de Ranger Smith              | storyboard/Diseño                                                |                                                             |
| 2001                | Un Kitty Bobo Espectáculo                      | Artista de diseño                                                |                                                             |
| 2002–2003           | Samurai Jack                                   | Escritor/storyboard artista                                      |                                                             |
| 2003                | El laboratorio de Dexter                       | Escritor/storyboard artista                                      |                                                             |
| 2004                | Periwinkle alrededor del Mundo                 | Director/de creador/storyboard artista/de diseño del artista     |                                                             |
| 2005–2007           | Las sombrías aventuras de Billy & Mandy        | Escritor/storyboard artista                                      |                                                             |
| 2006                | Korgoth of Barbaria                            | Director/de creador/storyboard diseñador/de carácter del artista |                                                             |
| 2007-2009           | La suerte del conejo                           | Director/de escritor/storyboard director/storyboard artista      |                                                             |
| 2009                | Parque de diversiones Baloobaloob              | Director/de creador/storyboard artista                           |                                                             |
| 2012–2013           | Gravity Falls                                  | Director                                                         |                                                             |
| 2013–presente       | Mickey Mouse                                   | Varios                                                           | Director/de escritor/storyboard artista                     |
| 2014                | Galaxia Wander                                 | Voces adicionales                                                | Escritor/de director/storyboard artista                     |
| 2017                | Billy Dilley's Super-Duper Subterranean Summer | Director/de creador                                              |                                                             |

### Películas
| Año  | Título                   | Rol                  | Notas                                      |
| ---- | ------------------------ | -------------------- | ------------------------------------------ |
| 1997 | Un paseo dominical       | Película estudiantil |                                            |
| 1997 | La fórmula Nueva de Baby | Película estudiantil |                                            |
| 1997 | Los gatos no bailan      | Artista interno      |                                            |
| 2004 | Bob Esponja: La película | Burbuja sucia        | storyboard/diseño/de carácter del escritor |
| 2008 | La suerte del conejo     |                      | storyboard/diseño                          |

### Vídeos musicales e Internet
| Año       | Título                               | Rol                        | Notas |
| --------- | ------------------------------------ | -------------------------- | ----- |
| 1997      | Björk: I miss you                    | storyboard/diseño/animator |       |
| 1997      | Fin de semana con Pussy Hunt         | storyboard/diseño          |       |
| 1997      | Lo que Pee Boners Es Para            | storyboard/diseño          |       |
| 1997–1998 | El maldito programa de George Liquor | storyboard/diseño/animator |       |